# Biblioteca Provincial de Córdoba
La Biblioteca Provincial de Córdoba, llamada oficialmente Biblioteca Grupo Cántico, situada en la ciudad española de Córdoba, Andalucía, es una de las 52 bibliotecas públicas de titularidad estatal dependientes de la Subdirección General de Coordinación Bibliotecaria del Ministerio de Cultura español. Por Real Decreto n.º 864/1984, de 29 de febrero (BOJA núm.57, de 8 de junio), su gestión fue transferida a la comunidad autónoma de Andalucía, a través de la Consejería de Cultura de la Junta de Andalucía. Administrativamente se considera como una unidad dependiente de la Delegación Provincial de la Consejería de Cultura en Córdoba.

## Historia
La biblioteca nació al amparo de las comisiones científicas creadas para inventariar y agrupar todos aquellos fondos pertenecientes a los conventos, monasterios e iglesias que estaban siendo desamortizados durante los años 1835-1837. La Biblioteca Pública Provincial de Córdoba se crearía en 1842 por Orden de 12 de julio y sería Luis María Ramírez de las Casas Deza el encargado de inventariar dichos fondos. La relación de conventos, iglesias y monasterios de Córdoba de los que proviene el fondo de la biblioteca es la siguiente:
- Convento de Carmelitas Descalzos.
- Convento de Capuchinos.
- Convento de San Agustín.
- Convento de San Francisco Casa Grande.
- Convento de San Pablo el Real.
- Convento de los Santos Mártires.
- Convento de la Santísima Trinidad de la Observancia.
- Convento de Trinitarios Descalzos.
- Convento de San Pedro de Alcántara.
- Convento de San Pedro el Real.
- Convento de San Francisco de Arruzafa.
- Convento de Ermitaños de Nuestra Señora de Belén.
- Monasterio de San Basilio del Tardón.
- Monasterio de San Jerónimo de Valparaíso.
- Oratorio de San Felipe Neri.
- Colegio de San Roque.
- Iglesia de Nuestra Señora de la Paz (Córdoba).

La existencia de esta biblioteca comenzó marcada por el signo de la provisionalidad de su ubicación. Sus puertas se abrieron por primera vez al público en 1850 en el edificio de la Diputación Provincial situado en la calle Carreteras. Durante el periodo de 1864-1878 estuvo emplazada en la plaza del Potro. En 1984 se produjo el traspaso de competencias de gestión del centro a la Junta de Andalucía como consecuencia de la constitución de la comunidad autónoma de Andalucía, inaugurándose ese año la nueva sede en el edificio contiguo al palacio Episcopal de Córdoba.
El 7 de febrero de 2024 fue inaugurada la nueva sede en los Jardines de la Agricultura con la presencia del ministro de Cultura Ernest Urtasun, siendo renombrada como Biblioteca Grupo Cántico en honor a este grupo poético cordobés.

## Fondos

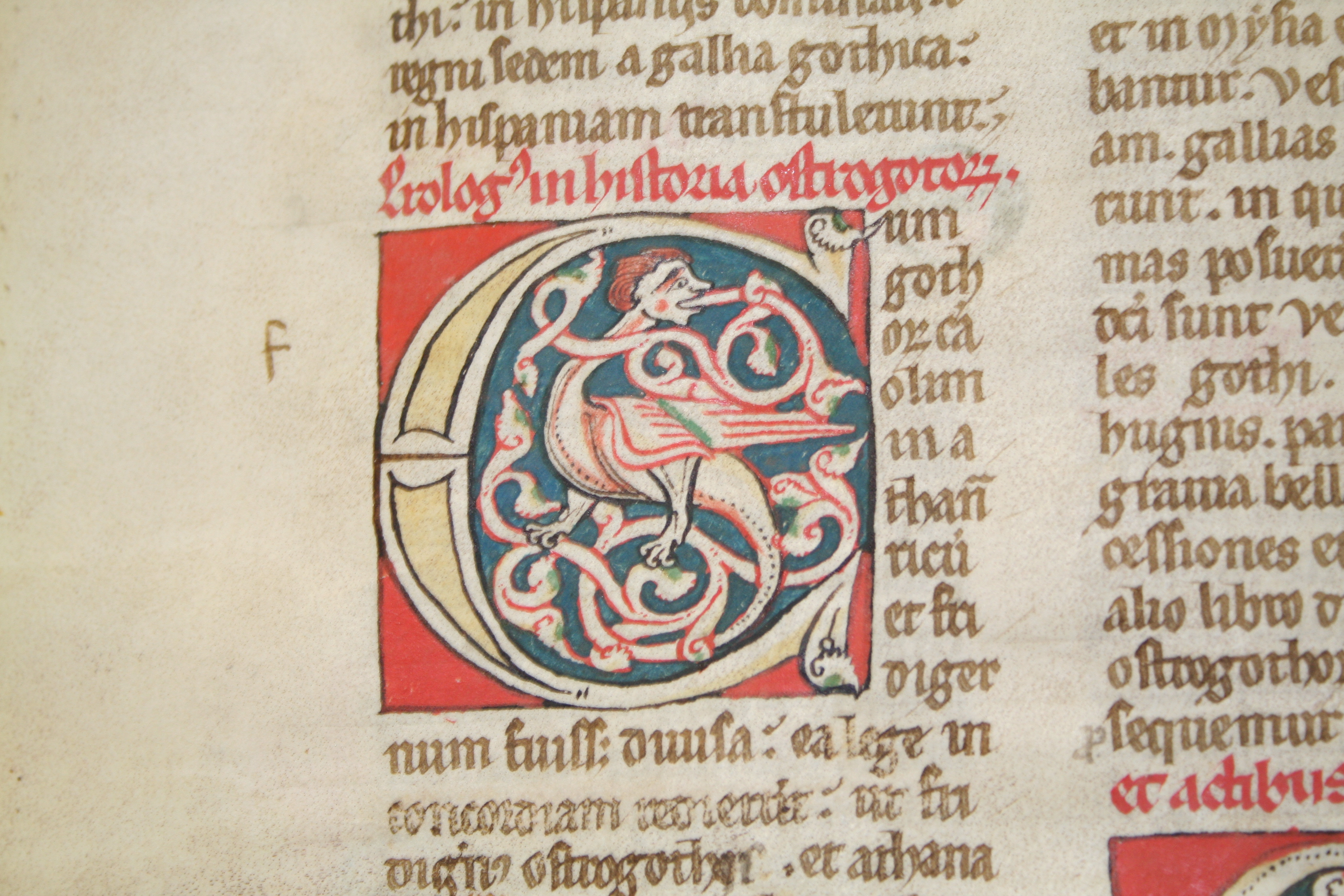
Chronica Hispaniae de Rodrigo Jiménez de Rada,.

La biblioteca cuenta con un fondo de alrededor de 180 000 documentos, de los que 150 000 son libros, más de 2600 son títulos de revistas, 11.000 grabaciones sonoras, 9000 videograbaciones, más de 3.000 CD-rom, y así como otros tipos de documentos-
Dentro de la colección, destaca un importante fondo antiguo, con 78 incunables y 647 manuscritos, aparte de una excelente colección de libros del siglo XVI. En total cuenta con más de 13 000 obras anteriores a 1900.
La biblioteca participa en varios proyectos de digitalización de su fondo antiguo. De hecho, la prensa y publicaciones periódicas anteriores a 1940, relativas a Córdoba, se encuentran digitalizadas en su totalidad y disponibles en la Biblioteca Virtual de Prensa Histórica. También colabora con la Biblioteca Virtual del Patrimonio Bibliográfico para la que se han digitalizado obras antiguas. Asimismo las obras impresas en Andalucía o de temática o autor andaluz, se digitalizan para la Biblioteca Virtual de Andalucía.

## Biblioteca infantil

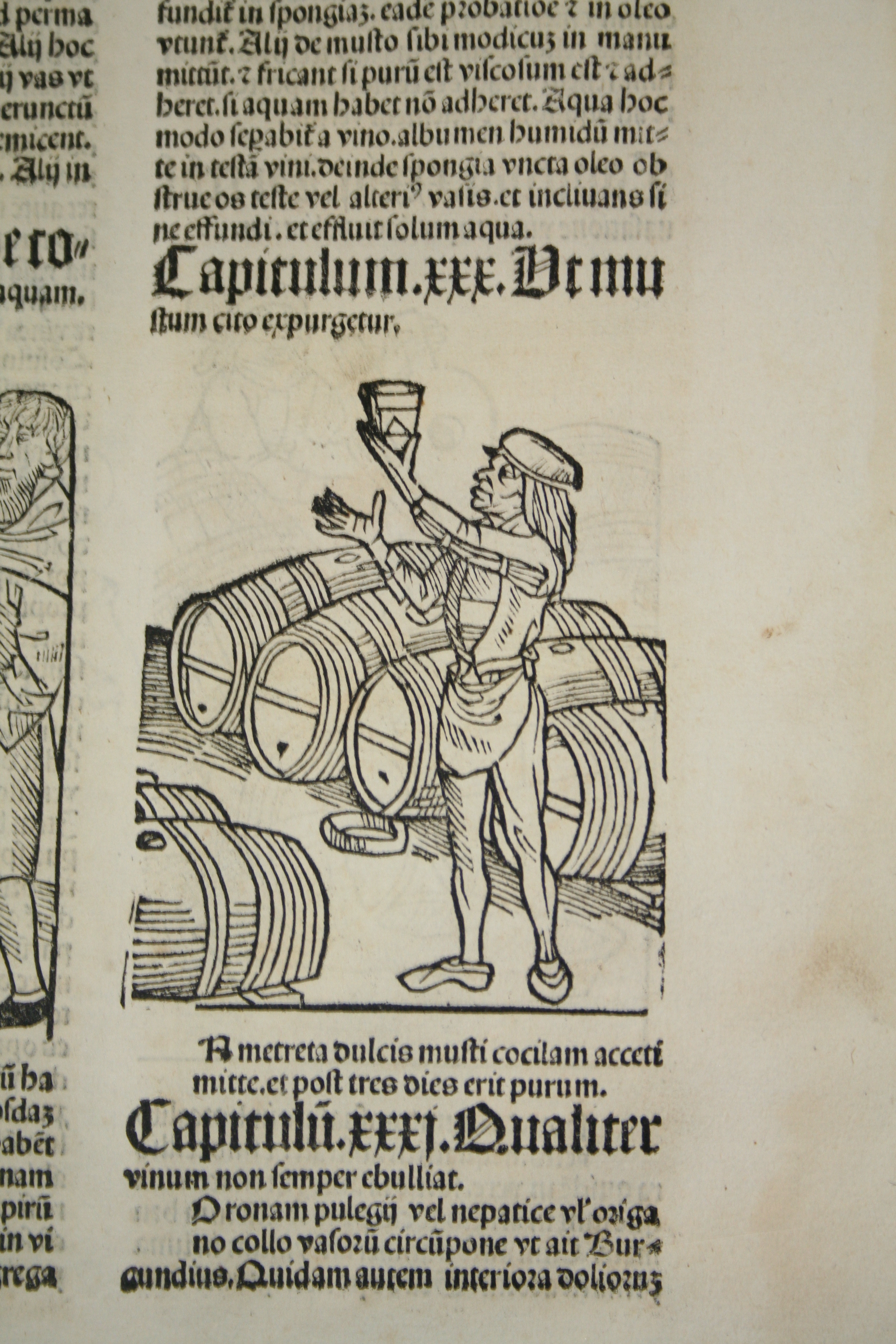
Ruralia commoda de Petrus de Crescentius. Spirae : Petrus Drach (c. 1490-95).

Cuenta con una colección de más de 10 000 títulos divididos en las categorías Primeros lectores, lecturas infantiles por temática, Colección juvenil, cómics y Consulta y referencia.

## Documentos relativos a la Biblioteca
- Memoria
- Carta de servicios